# Yoshifumi Fujimori
Yoshifumi Fujimori (jap. 藤森 良文, Fujimori Yoshifumi; * 9. März 1958) ist ein ehemaliger japanischer Hürdenläufer, der sich auf die 110-Meter-Distanz spezialisiert hatte.
Bei den Asienspielen 1978 in Bangkok gewann er Silber.
1979 siegte er bei den Leichtathletik-Asienmeisterschaften und erreichte beim Leichtathletik-Weltcup in Montreal nicht das Ziel.
1981 verteidigte er bei den Asienmeisterschaften seinen Titel und wurde Achter beim Leichtathletik-Weltcup in Rom, und 1982 siegte er bei den Asienspielen in Neu-Delhi.
Viermal wurde er Japanischer Meister (1978, 1980, 1982, 1983). Seine Bestzeit von 14,06 s, aufgestellt am 14. Mai 1978 in Tokio, war ein nationaler Rekord.